# Теплитская, Вера Марковна
Вера Марковна Теплитская (1948—2013) — российская пианистка, музыкальный педагог, заслуженный артист Российской Федерации (2007).

## Биография
В 1973 году закончила Петрозаводский филиал Ленинградской консерватории (класс профессора К. Ф. Зубравского), в 1982 году — исполнительную аспирантуру Горьковской консерватории.
С 1973 года — преподаватель, с 2009 года — профессор Воронежской государственной академии искусств.
С 1994 года — художественный руководитель клуба «При свечах» — творческой лаборатории артистов и музыкантов при воронежском отделении Союза театральных деятелей.
Лауреат премии «Русское исполнительное искусство» (2003).

## Сочинения
- Дар бесценный. Диалоги с В. А. Берлинским. — Воронеж, 2004
- Музыка — моя жизнь. — Воронеж